# Settingiano
Settingiano è un comune italiano di 3 288 abitanti della provincia di Catanzaro in Calabria.

## Geografia fisica
Il nucleo urbano originario di Settingiano è disposto sul pendio di una collina molto ripida nell'istmo di Catanzaro (la parte più stretta della penisola italiana), l'istmo posto fra il mar Tirreno e il mar Ionio), sul versante est della sella di Marcellinara. Negli ultimi vent'anni il Comune ha conosciuto una crescita demografica significativa, soprattutto nella frazione di Martelletto, che ad oggi rappresenta il centro produttivo del Comune ospitando la zona industriale e la zona di maggiore espansione residenziale.

## Storia
La fondazione di Settingiano risale alla fine del XVI secolo, essendo stata fondata da cittadini di Rocca Falluca, un antico borgo medievale di cui restano le rovine al confine dei territori di Tiriolo e Settingiano.
Uno dei simboli cardine di questo paese è la statua di San Martino situata in piazza Bellavista, proprio vicino allo storico bar Centrale, spesso luogo di ritrovo e di convivialità dei cittadini settingianesi.
San Martino è il patrono del paese e ogni anno si organizza la festa, invitando cantanti di caratura mondiale.

### Simboli
Lo stemma e il gonfalone del comune di Settingiano sono stati concessi con decreto del presidente della Repubblica del 2 aprile 2001.
Stemma
Gonfalone

## Società

### Evoluzione demografica
Abitanti censiti

## Cultura

### Cucina
Uno dei simboli del paese è la pasta alla settingianesa, ricetta tramandata di generazione in generazione: si tratta di una pasta ripiena di carne macinata cotta nel forno. È icona di aggregazione e festa.